# Guitarra sepia
Guitarra sepia är en svampdjursart som beskrevs av Lerner, Hajdu, Custodio och van Soest 2004. Guitarra sepia ingår i släktet Guitarra och familjen Guitarridae.
Artens utbredningsområde är havet utanför Brasilien. Inga underarter finns listade i Catalogue of Life.